# Грин Ривер (Јута)
Грин Ривер (енгл. Green River) град је у америчкој савезној држави Јута.

## Демографија
По попису из 2010. године број становника је 952, што је 21 (-2,2%) становника мање него 2000. године.
| Група             | 2000.       | 2010.       |
| Белци             | 748 (76,9%) | 727 (76,4%) |
| Афроамериканци    | 9 (0,9%)    | 3 (0,3%)    |
| Азијати           | 12 (1,2%)   | 5 (0,5%)    |
| Хиспаноамериканци | 191 (19,6%) | 204 (21,4%) |
| Укупно            | 973         | 952         |